# Gräberfeld von Vätteryd

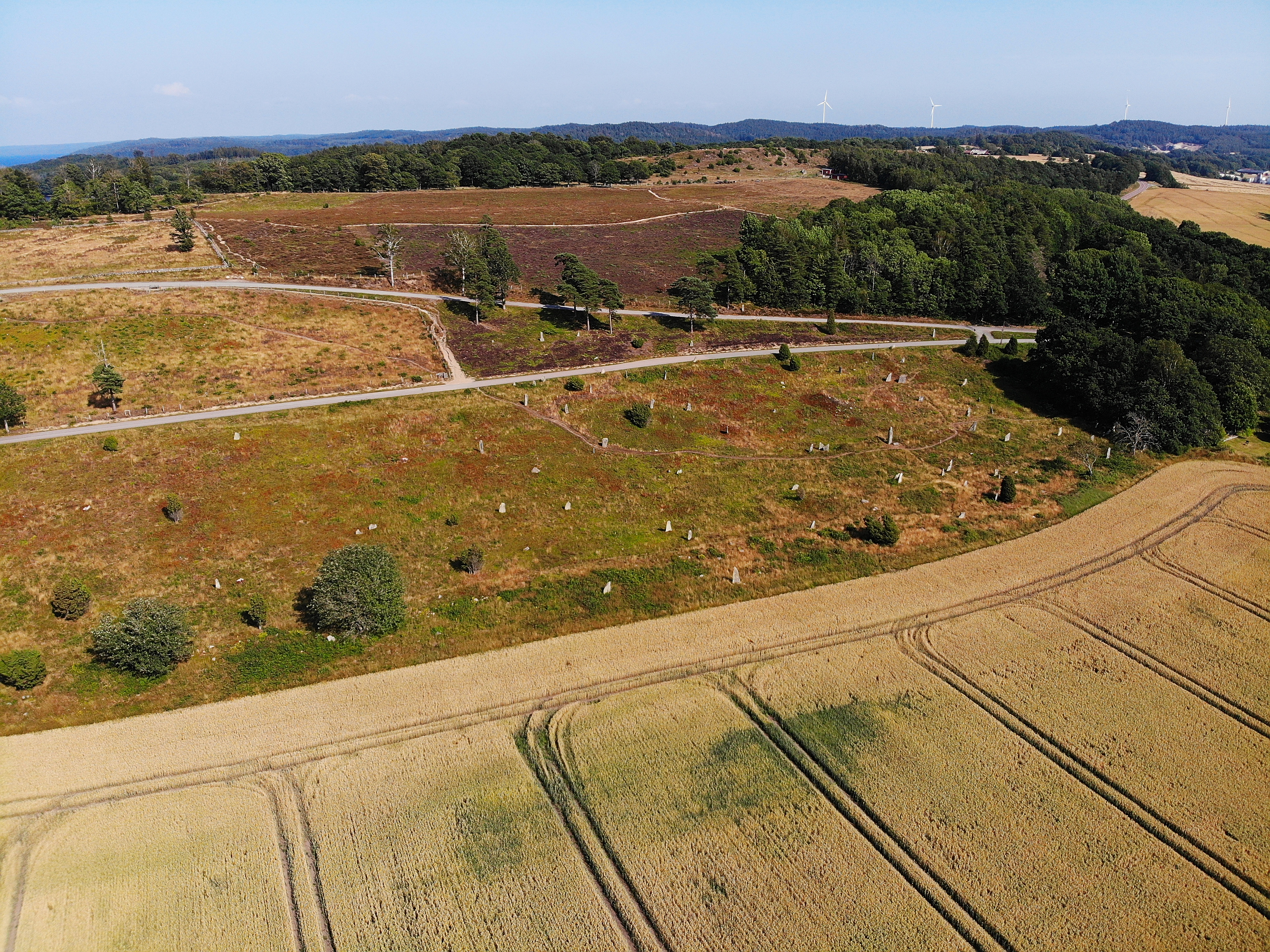
Gräberfeld Vätteryd Luftaufnahme (2021)

Das Gräberfeld von Vätteryd (auch Vetteryd) mit zwei Stein- und 15 Schiffssetzungen sowie 183 Bautasteinen aus der Eisen-, Vendel- und Wikingerzeit (etwa 550–900 n. Chr.) liegt unmittelbar am Riksväg 23, südlich von Sösdala, in der schwedischen Provinz Skåne län.
Zu Beginn des 19. Jahrhunderts zählte man auf einem der größten Gräberfelder Skandinaviens noch rund 600 Steine, heute fehlt ein Drittel. Ähnlich den Gräberfeldern von Hjortahammar, Li und Lindholm Høje, mit denen es einige Parallelen hat, ist Vätteryd ein Gräberfeld, auf dem kaum eine der Steinsetzungen heraussticht. Es gibt 15 mehr oder minder gut erhaltene Schiffssetzungen sowie je eine Viereck- (mit Pfostenspuren eines Oberbaus) und Dreiecksetzung, während Kreise fehlen.
Zwischen 1955 und 1957 wurde das Gräberfeld ausgegraben. Bei den Bestattungen handelte es sich überwiegend um Brandgräber. Die reichen Grabbeigaben (Bronze- und Glasperlen, Bronzen, Spinnwirtel, Keramik, aber auch Silberdraht und Silberbänder) werden im Museum von Stockholm aufbewahrt.
In der Nähe liegt das Gräberfeld bei Häglinge.